# Adolfo López Mateos (Zacatal)
Adolfo López Mateos es una localidad en el municipio de Jesús Carranza, Veracruz, México. Sus coordenadas geográficas son Latitud 17.3763900 Longitud -94.8363900. tiene 106 habitantes, y está a 42 metros sobre el nivel del mar.

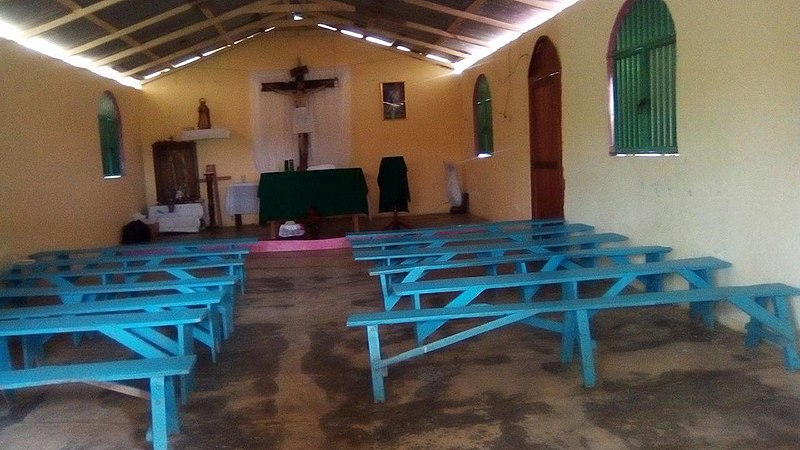
Iglesia en Adolfo López Mateos, Jesus Carranza, Veracruz localidad 06